# خوسيه غوادالوبي هرنانديز
خوسيه غوادالوبي هرنانديز (بالإسبانية: José Guadalupe Hernández)‏ هو لاعب كرة قدم مكسيكي في مركز الوسط، ولد في 21 أبريل 1999 في ليون في المكسيك. لعب مع نادي أمريكا.